# Biologische Halbwertszeit
Die biologische Halbwertszeit bezeichnet die Zeitspanne t½, in der in einem biologischen Organismus (Mensch, Tier, Pflanze, Einzeller) der Gehalt eines Stoffes ausschließlich durch biologische Prozesse (Stoffwechsel, Ausscheidung usw.) auf die Hälfte abgesunken ist. Bei den Stoffen kann es sich um inkorporierte, etwa radioaktive, toxische oder arzneiliche Stoffe, aber auch um physiologisch vorkommende Substanzen handeln. 
In der Pharmakokinetik bezeichnet man als Halbwertszeit die Zeit, in der die Plasmakonzentration eines Arzneistoffes auf die Hälfte des Ausgangswertes abgesunken ist, also verstoffwechselt und/oder ausgeschieden wurde. Sie kann sich aus verschiedenen Prozessen zusammensetzen, die teilweise unterschiedliche Konzentrationsabhängigkeiten besitzen.